# Театр Муссурі
Театр-Цирк «Муссурі» — будівля театру-цирку в Харкові, вміщував 1045 глядачів. Розташована на Благовіщенській вулиці, 28. Пам'ятка архітектури місцевого значення в стилі модерн.

## Історія

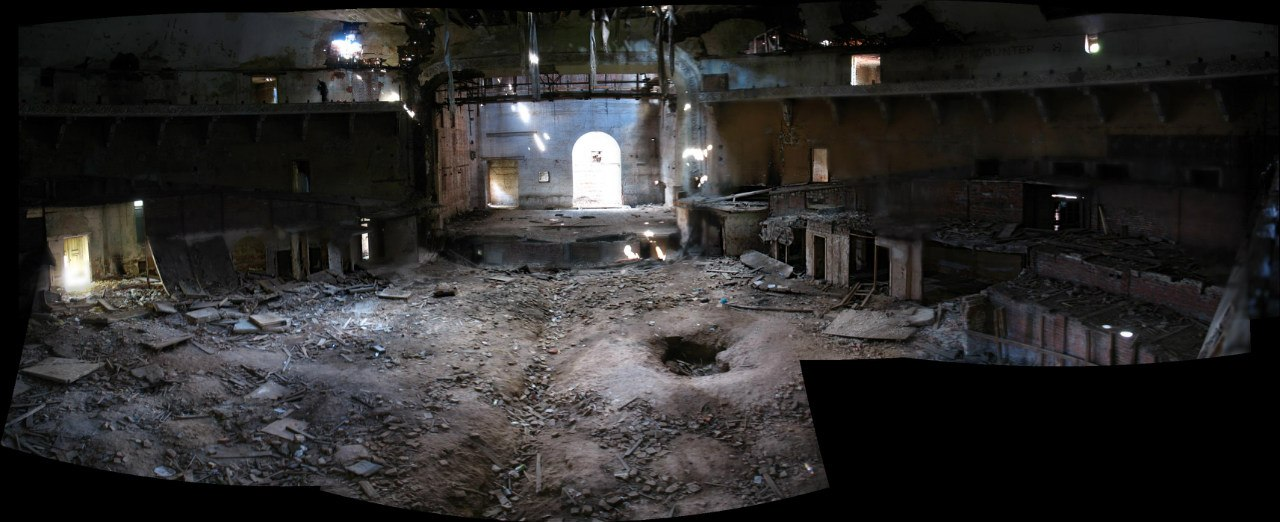
Всередині будівлі театру в теперішній час

Будівлю зведено 1911 року як приміщення цирку. Автор проєкту — архітектор Борис Корнієнко. Будівля у стилі модерн, з червоної цегли. Глядацька зала не мала підпірок, висота купола становила 70 метрів[джерело?]. Місця для глядачів розташовувалися амфітеатром, а сама арена розташовувалася нижче рівня землі. На той час споруда була найбільшим цирком у світі й вміщувала майже 6000 глядачів. В 1912 у будівлю переобладнали під оперний театр, який став мати назву «Муссурі» — за іменем театрального підприємця Герасима Михайловича Муссурі, який придбав будівлю. На сцені цього театру виступали Федір Шаляпін, Володимир Маяковський, Тетяна Шмига, Георг Отс, Андрій Миронов, Алла Пугачова, Михайло Водяной, Марія Тибальді, Валерія Рандулеску, Ванда Полянська, Микола Сліченко, Світлана Варгузова, Юрій Вєдєнєєв, Герард Васільєв, Володимир Висоцький.У 1911—1989 роках — до моменту відкриття нової будівлі ХАТОБу по вулиці Сумській — була найбільшою театральною спорудою Харкова.
У період з 1919 по 1923 будівля колишнього цирку використовувалася більшовиками для проведення суспільно-політичних заходів. Тут виступали такі їхні лідери як Надія Крупська, Фелікс Дзержинський. 6 — 10 березня 1919 у приміщенні проходив, повністю контрольований більшовиками, Третій Всеукраїнський з'їзд Рад Української Соціалістичної Радянської Республіки. На цьому заході було ухвалено першу конституцію УРСР, крім того, це зібрання проголосило формальну «незалежність» УСРР.
Близько 60 років в радянський період у будівлі розташовувався Харківський театр музичної комедії, який зараз знаходиться на тій же стороні цієї вулиці через один будинок, у приміщенні палацу культури «Харчовик» (вул. Благовіщенська, 32).
Через погану акустику й непристосованості до проведення вистав театр неодноразово перебудовувався, поступово втрачаючи первісний вигляд: змінювався фасад, губилися деталі, будівлю було обкладено жовтою плиткою. Фотографій споруди немає в жодному альбомі про Харків, і про його первісний вигляд можна судити лише за дореволюційними листівками.
У 1987 будівлю було визнано аварійною. Вона неодноразово горіла, адже деякі з конструкцій дерев'яні, а перекриття між дахом та залою для глядачів — з пресованого очерету. У 2005 будівлю театру було вилучено з переліку пам'яток архітектури.

## Галерея

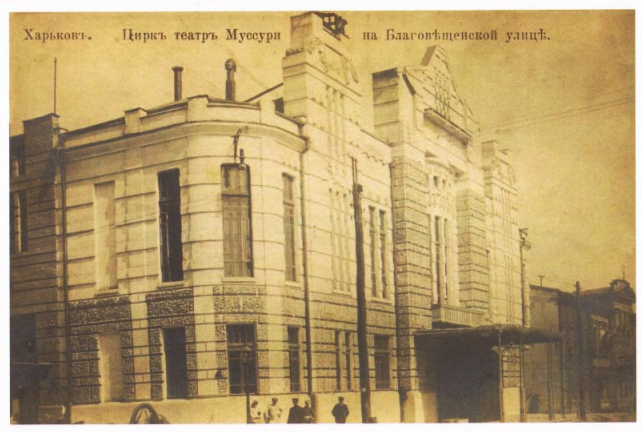
Цирк театр Муссурі (стара поштівка). 1910-ті
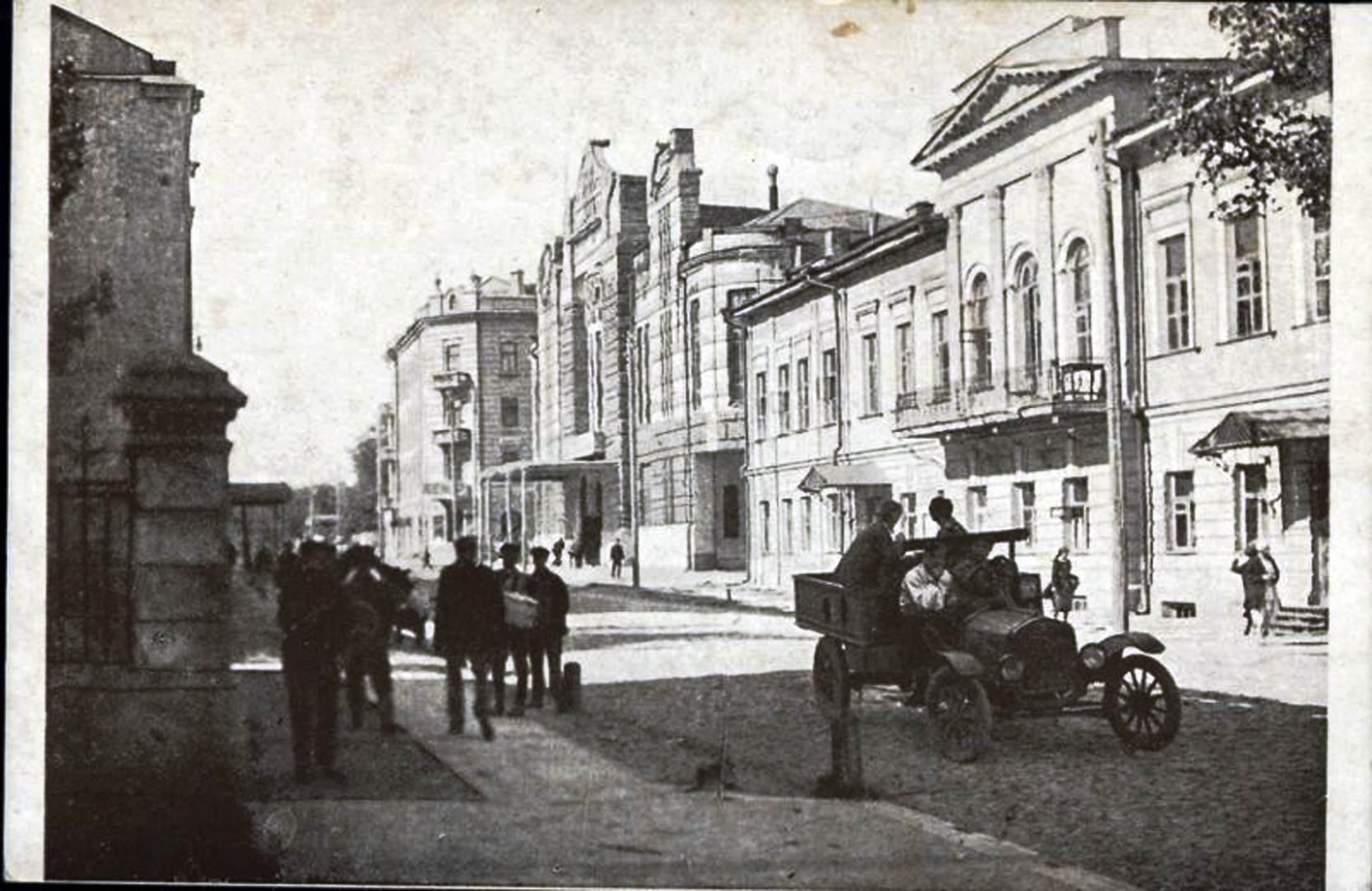
Цирк-театр Муссурі. Фотокартка. Поч. ХХ століття
1910-ті роки
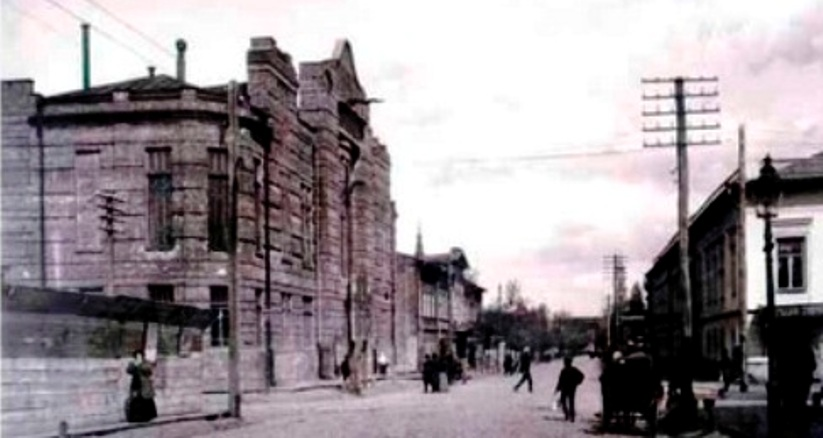
1910-ті роки